# Тарновецкий, Вячеслав Владиславович
Вячеслав Владиславович Тарновецкий (1945, Черновцы, СССР — 2002, Черновцы, Украина)— советский и украинский фотограф, по специальности физик.

## Биография
Родился в 1945 в г. городе Черновцы, где он жил и работал. Получил диплом физика-оптика в 1971 году.
Вячеслав Тарновецкий, физик, преподавал на Кафедре физики Черновицкого университета. Первые фотографии снял в 1960 году. С тех пор решил работал только на себя не думая о выставках и публикациях.
Снимал с детских лет камерой «ИСКРА» 6х6. Вёл бесплатный детский фото-кружок в г. Черновцы. Участвовал в многочисленных фотовыставках. Про Вячеслава Тарновецкого писали, что его фотография избавлена от навязчивой «литературы», она «чистая» и не обладает искусственностью. Это фотография, которая фиксирует существующую в окружающем мире созвучность, где сами снимки формально не похожи, однако в деталях они объединены между собой.
```
"Я узнал о Тарновецком в 1977 году, когда стал активным членом фотоклуба «Новатор» и стал захаживать в «Советское фото». 
Там   познакомился с Михаилом Леонтьевым, который был завотделом художественной фотографии журнала. Разговорились. 
Я сказал, что из Черновиц. Он мне: «Там есть парень такой — прислал нам фотографии. Мы их напечатали. 
А после — национальная библиотека в Париже сообщила, что хочет взять его фотографии в коллекцию». 
В «Советском фото» такие фотографии были не в духе соцреализма. Они написали, что «нет, давайте мы пошлем вам наших 
классиков — Бальтерманца, Шайхета». Те ответили: «Нет, хотим Тарновецкого». Они им его и послали. Тогда был 77-й год, 
и все это казалось фантастикой. 
Работал он сериями. Одни строились по хронологическому порядку. Другие - затрагивали какие-то предметы... 
Он делал серии и   раскладывал их в разные папки. Там - какие-то дома. Там - трубы. Однако все это была не литература. 
Он всегда подчеркивал это как фотографическое событие. А что такое фотографическое событие по Тарновецкому? 
Это событие, которое лежит не на поверхности, однако оно важно для фотографии. То есть, фотографическое событие 
определяет состояние объекта внутри кадра, состояние света, состояние композиции. И в этом - все. Это и есть событие,
 которое важно для фотографии."
  
Борис Савельев
```

Умер 6 ноября 2002 в городе Черновцы.

## Публикации в книгах
- D.Mrazkova & V.Remes «Another Russia», Thames&Hudson, London, 1986.
- «Say Cheese!», Soviet Photography 1968—1988 Editions du Comptoir de la Photographie, 1988.
- «Die zeitgenossische Photographie in der Sowjetunion» Edition Stemmle, 1988.
- Валерий Стигнеев и Александр Липков, «Мир фотографии», Москва, «Планета», 1989. ISBN 5-85250-117-4
- «Changing Reality» Starwood Publishing, Inc. 1991.
- Первая международная триеннале фотографии, Эсслинген, Германия.
- «Red Horizon — Contemporary Аrt and Photography in the USSR and Russia, 1960—2010». The Columbus Museum of Аrt, USA. 2017

## Персональные выставки
- 2004 — Фотовыставка «Memorabilis» фотографа Вячеслава Тарновецкого, Центр Современного Искусства, Киев
- 2007 — «Вячеслав Тарновецкий». Киев
- 2010 — «Светоносная тень Вячеслава Тарновецкого». Городской Центр культуры «Вернисаж». Черновцы
- 2014 — «Десять папок Вячеслава Тарновецкого».  Центр фотографии имени братьев Люмьер. Москва

## Групповые выставки
- 1978 — Участие в одноимённой фотографической экспозиции(«Четверо») в Шяуляе в 1978 году. Изначально группу представляли Вячеслав Тарновецкий, Сергей Лопатюк, Борис Савельев и Александр Слюсарев.
- 1980 — Выставка фотографий в рамках культурной программы Олимпийских игр 1980 г. в Москве
- 1988—1989 — «Say Cheese!». Soviet Photography 1968—1988 Comptoir de la Photographie. Париж, Лондон, США, Москва(Музей Кино)
- 1988 — «Die Zeitgenossische Photographie in der Sowjet Union». Photographie-Museum& Лозанна, Швейцария
- 1991 -«Changing Reality». The Corcoran Gallery of Art, Washington D.C.
- 1994 — «ИСКУССТВО СОВРЕМЕННОЙ ФОТОГРАФИИ. РОССИЯ. УКРАИНА. БЕЛАРУСЬ» Москва. Центральный Дом художника 1994
- 1995 — Экспозиция «Выставка четырёх». Черновцы
- 2002 — «Первый открытый чемпионат по пляжной фотографии России и стран СНГ», Ялта-Москва(организованном галереей «Риджина»), Манеж, Москва

## Работы находятся в собраниях
- French National Library, Paris, France
- Государственный музей изобразительных искусств имени А. С. Пушкина, Москва
- The Corcoran Gallery of Art, в Вашингтоне
- Esslingen Museum, Germany.